# Tomás Rodríguez Bachiller
Tomás Rodríguez Bachiller (1899 - julio de 1980) fue un matemático español. 

## Biografía
Realizó estudios universitarios en Madrid. Entra en el Laboratorio Seminario de Matemáticas y, a partir de 1933, en la redacción de la Revista Matemática Hispano Americana.
En 1935 obtiene la Cátedra de Análisis Matemático de la Universidad Central.
Fue uno de los principales participantes de las tertulias características de la vida intelectual madrileña: empezando por la de la Revista de Occidente (presidida por José Ortega y Gasset), y después las presididas por él mismo en distintos cafés: el Ibiza, el Roma (calle Serrano); el Lyon (calle de Alcalá), y otros.
Vocal de la Sociedad Matemática Española durante la Guerra Civil (1937). Su vinculación con el bando republicano produjo su depuración y privación de su cátedra, siendo inhabilitado para desempeñar “cargos directivos y de confianza”.
En los años cincuenta, fue profesor en la Universidad de Puerto Rico, frecuentando la tertulia del Swiss Chalet.

## Traducciones
Realizó una amplia labor de traductor de obras matemáticas:
- Lecciones de Geometría Proyectiva de F. Enriques.
- Series infinitas, de J.H. Hyslop. Dossat: Madrid, 1945.
- Determinantes y matrices, de A.C. Aitken. Dossat: Madrid (s.a).
- Lecciones de análisis. v.1: Determinantes, ecuaciones lineales, límites, derivadas y diferenciales, funciones y ecuaciones algebraicas. v.2: Series de funciones, aplicaciones geométricas, integrales rectilíneas, funciones de varias variables, derivaciones e integraciones (de la 2ª edición italiana de Lezioni di analisi), de F. Severi. Labor: Barcelona, 1960.
- Métodos vectoriales aplicados a la geometría diferencial, a la mecánica y a la teoría del potencial (de la 4ª edición inglesa), D. E. Rutherford. Dossat: Madrid, 1963.